# Федотов-Фёдоров, Илья
Илья Федотов-Федоров  (род. 18 июня 1988, Москва) — российский художник, работающий в направлениях инсталляций, скульптура и видео. Работает с темами антропоцентризма, взаимоотношений человека, природы и технологий, исследует различные аспекты научного знания и влияние биологии и медицины на мир. Работы находятся в коллекциях Пушкинского музея, Третьяковской галереи, ММСИ, коллекция Credit Suisse bank и другие.

## Биография
Родился и вырос в Москве. В детстве почти не общался с другими детьми, поэтому свободное время проводил играя с насекомыми и муравьями, исследуя природу. В 2004 году поступил в РУДН на факультет зооинженерии, где собирался стать генетиком. Позднее факультет полностью закрыли, из-за чего на 2-м курсе Илья был вынужден перевестись на другой факультет и выбрал факультет филологии.
После окончания университета жил в Нью-Йорке, где стал осознанно заниматься современным искусством и создал первые живописные работы.
В Москве поступил в Школу современного искусства «Свободные мастерские» при Московском музее современного искусства, параллельно активно выставлялся.
К концу обучения перешел на работу с биологическими формами и объектами и сделал первую персональную выставку в ММСИ «Человек разумный одинокий».
Участник Основного проекта VII Московской биеннале современного искусства, резиденций в Испании и Швейцарии. В 2017 году художник стал первым обладателем стипендии Фонда Вромана (Vroman Foundation) и участником резиденции Jan van Eyck Academy.
Также принял участие в основных проектах Биеннале:
2019 — 4th Ural Industrial Biennial of contemporary art curated by Xiaoyu Weng (Ekaterinburg, Russia)
2019 — 33rd Ljubljana Biennial with MMU curated by Clémentine Deliss ( Ljubljana, Slovenia)
2017 — 7th Moscow International Biennale of Contemporary Art. Curator: Yuko Hasegawa (Moscow, Russia)
В 2018 году художник стал номинантом премии «Инновация» в номинации «Новая генерация».
В 2018 году вошёл в Российский инвестиционный художественный рейтинг 49ART, представляющий выдающихся современных художников в возрасте до 50 лет.
Персональные и групповые выставки прошли в Нью-Йорке, Париже, Амстердаме, Валенсии, Венеции, Любляне, Москве, Сан-Пауло и других городах.

## Творческий метод
Илья Федотов-Федоров в своих работах исследует и критикует отношение человека и животных, анализирует  структуры каталогов и систематизации  мира, и выявляет неточности. В его работах часто можно встретить анализ доминирования человека над животным, и человека над человеком как неразрывную связку.
Илья Федотов-Федоров часто использует биологические приемы и структуры, гербарии, энтомологические коллекции, строения клеток организмов растений и животных.

## Персональные выставки
- 2018: Anna Nova Gallery — «Музей ядов» (Санкт-Петербург)[13],
- 2017: Fragment Gallery — «Инстинкт сохранения» (Москва)[14];
- 2016: Галерея 11.12 — «Замкнутые системы или ничего общего с тихоходкой» (Москва)[15];
- 2016: Музей АРТ4 — «Коллекция розовой книги» (Москва)[16];
- 2015: Московский музей современного искусства — «Человек разумный одинокий» / Homo sapiens solitaries (Москва)[3];
- 2015: L’Umbracle the City of Arts and Sciences by Santiago Calatrava — Metamorphosis (Испания, Валенсия)[17];
- 2014: Галерея WEART на Николиной горе — «Общество эксперимента» (Москва)[18].

## Фестивали и биеннале
- 2019 — 4th Ural Industrial Biennial of contemporary art curated by Xiaoyu Weng (Ekaterinburg, Russia)[5]
- 2019 — 33rd Ljubljana Biennial with MMU curated by Clémentine Deliss ( Ljubljana, Slovenia)[6]
- 2017 — 7th Moscow International Biennale of Contemporary Art. Curator: Yuko Hasegawa (Moscow, Russia)[7]
- 2017: Основной проект 7-й Московской международной биеннале современного искусства. Куратор: Юко Хасегава, Новая Третьяковка (Москва)[19];
- 2016: V Московская международная биеннале молодого искусства. Параллельная программа, ЦТИ Фабрика — выставка «Точка отсчета» (Москва)[20];
- 2016: V Московская международная биеннале молодого искусства, ГМИИ им. А. С. Пушкина и универмаг «Цветной» — выставка «Внутри искусства» (Москва)[21];
- 2014: IV Московская международная биеннале молодого искусства, Московский музей современного искусства — Специальный проект «Границы действия» (Москва)[22];
- 2014: Фотобиеннале-2014, Московский музей современного искусства — «Разрозненные сообщения» (Москва)[23];

## Награды и резиденции
- 2018: Номинант премии «Инновация» в номинации «Новая генерация» за проект «Инстинкт сохранения» (Fragment Gallery, 2017)[8];
- 2017: Стипендия Фонда Вромана (Vroman Foundation) и участие в резиденции Jan van Eyck Academy[4];
- 2017: Резиденция Centre D’Arte La Rectoria (Барселона, Испания)[источник не указан 2648 дней];
- 2017: Резиденция Residency.ch (Берн, Швейцария)[источник не указан 2648 дней].

## Избранные групповые выставки
- 2017: Московский музей современного искусства (ММСИ) — «Мастерская 2017. Там, где никому не снятся сны: от священной географии к не-месту» (Москва)[24];
- 2016: Fragment Gallery — «Город в личное время» (Москва)[25];
- 2016: Галерея Виктория — «Достояние. Естество» (Самара)[26];
- 2016: ЦСИ Винзавод — «…ура! Скульптура!» (Москва)[27];
- 2015: Музей «Гараж» — Polytech.Science.Art Week (Москва)[28];
- 2015: Центр Современного Искусства «Винзавод» — «Ура, скульптура» (Москва)[29];
- 2015: Выставочное пространство «Варочный цех» — «Что-то происходит» (Москва)[30];
- 2015: Красноярский музейный центр — «Праздник» (Красноярск)[31];
- 2015: Арт-пространство завода «Кристалл» — «Форма» (Москва)[32];
- 2014: Дом Гоголя — «Идентично натуральному» (Москва)[33].